# وارن اسکارف
وارن اسکارف (انگلیسی: Warren Scarfe; ۱۱ دسامبر ۱۹۳۶ – ۴ نوامبر ۱۹۶۴) دوچرخه‌سوار اهل استرالیا بود. وی در بازی‌های المپیک تابستانی ۱۹۵۶ و ۱۹۶۰ شرکت کرده است.